# Cambridge (Ontario)
Cambridge [ˈkeɪ̯mbɹɪdʒ] ist eine Stadt in Ontario, einer Provinz Kanadas. Die Stadt entstand 1973 durch den Zusammenschluss der Stadt Galt mit den Kleinstädten Preston und Hespeler sowie dem Dorf Blair und Teilen der umliegenden Townships.
Sie liegt etwa 90 km westlich von Toronto, der größten Stadt Kanadas. Cambridge ist eine der Tri-City-Städte: Cambridge, Kitchener und Waterloo am Grand River. 
Cambridge hat 129.920 Einwohner (Stand: 2016) und ist wie die meisten Städte Ontarios englischsprachig. Trotzdem gibt es in Cambridge auch mehrere auf Französisch unterrichtende Schulen.
2011 betrug die Einwohnerzahl 126.748. In der Metropolregion mit den weiteren Städten Kitchener, Waterloo, North Dumfries und Woolwich wohnten 477.160 Menschen.

## Wirtschaft und Infrastruktur
Cambridge verfügt über eine große Bandbreite an Unternehmen. 1988 eröffnete Toyota Motor Manufacturing Canada ein Werk in der Stadt. Heute sind es zwei Werke mit rund 4.500 Beschäftigten in der Stadt. Somit ist Toyota der größte Arbeitgeber der Stadt. Weitere größere Unternehmen, die in der Stadt ein Standort haben, sind Process Group Inc., Gerdau Ameristeel, ATS Automation Tooling Systems, Loblaw Companies Limited, Challenger Motor Freight Inc., Sutherland-Schultz Inc., Canadian General-Tower Ltd., Frito-Lay Canada, Babcock and Wilcox, Rockwell Automation, Tenneco Cambridge, Centra Industries und Com Dev. Im Dienstleistungsgewerbe sind die Langdon Hall, Coronation Dental Specialty Group, Gore Mutual Insurance Co., Cowan Insurance Group und Lone Wolf Real Estate Technologies bekannt. Der Schmetterlingszoo Cambridge Butterfly Conservatory sowie die African Lion Safari gewinnen für den Tourismus der Stadt an Bedeutung.

### Bildung
Die nichtkonfessionellen englischsprachigen  Schulen werden vom Waterloo Region District School Board betrieben. Dieser betreibt 26 Grundschulen und fünf weiterführende Schulen, die bis zur zwölften Klasse, dem High-School-Abschluss führen. Zu den High Schools gehören das 150 Jahre alte Galt Collegiate Institute and Vocational School sowie die Southwood Secondary School; Glenview Park Secondary School; Preston High School; Monsignor Doyle Catholic Secondary School, St. Benedict Catholic Secondary School und die Jacob Hespeler Secondary School.
Die Katholischen Schulen werden vom Waterloo Catholic District School Board betrieben. Das Waterloo Catholic District School Board betreibt 15 Grund und zwei weiterführende Schulen sowie eine französischlehrende Schule in der Stadt. 

#### Hochschulen
Der University of Waterloo School of Architecture Campus befindet sich direkt am Fluss. Das Gebäude ist auch als Tiger Brand Building bekannt. Der Campus verfügt neben Hörsälen und einer Bibliothek über ein Theater, Fitnessstudio und einer Galerie „Design at Riverside“. Diese Galerie ist eine von zwei, mit dem Schwerpunkt Architektur in Kanada, die mit öffentlichen Geldern betrieben wird. Auf dem Campus sind 380 Studenten immatrikuliert. 
Eine weitere Hochschule ist das Conestoga College Institute of Technology and Advanced Learning. Schwerpunkte der Hochschule sind Ingenieurwissenschaften im Bereich Robotik, Prozessautomatisierung, Kommunikation sowie Informationstechnologie.

## Söhne und Töchter
- Frederick Gordon Guggisberg (1869–1930), Kolonialgouverneur
- „Tom“ Taylor (1880–1945), Fußballspieler
- Clarence Dolson (1897–1976), Eishockeytorwart
- Frank Scott Hogg (1904–1951), Astronom
- Margaret Avison (1918–2007), Dichterin, Bibliothekarin und Sozialarbeiterin
- Bruce Trigger (1937–2006), Anthropologe und Archäologe
- Jim Schoenfeld (* 1952), Eishockeyspieler und -trainer
- Brad Shaw (* 1964), Eishockeyspieler und -trainer
- Louie DeBrusk (* 1971), Eishockeyspieler
- Scott Walker (* 1973), Eishockeyspieler
- Carmen Douma-Hussar (* 1977), Mittelstreckenläuferin
- Trevor Gillies (* 1979), Eishockeyspieler
- Ryan Vandenburg (* 1983), Beachvolleyballspieler
- Keean White (* 1983), Springreiter
- Tim Brent (* 1984), Eishockeyspieler
- Kyle Helms (* 1986), Eishockeyspieler
- Adam Butcher (* 1988), Schauspieler
- Joren Zeeman (* 1989), Volleyballspieler
- Bridget Graham (* 1992), Schauspielerin und Model
- Jellisa Westney (* 1993), Sprinterin
- Jake Dotchin (* 1994), Eishockeyspieler